# Scott Alan Kugle
Scott Alan Kugle, auch Scott Siraj al-Haqq Kugle und in einigen Publikationen Scott Kugle (geboren 1969), ist ein US-amerikanischer Schriftsteller.

## Akademischer Werdegang
Von 1987 bis 1991 studierte Kugle am Swarthmore College. Von 1992 bis 2000 studierte Kugle an der Duke University. Kugle unterrichtete von 2000 bis 2005 am Swarthmore College in Pennsylvania. Von 2007 bis 2009 war er am Henry Martyn Institute in Indien tätig. Von August 2010 bis Juni 2017 unterrichtete er als Associate Professor an der Emory University. Seit Juli 2017 ist er als regulärer Professor an der Emory University in Atlanta tätig.

## Werke (Auswahl)
- The Book of Illumination. Fons Vitae Press, Louisville 2005
- Rebel Between Spirit and Law: Ahmad Zarruq, Juridical Sainthood and Authority, in Islam. Indian University Press, Bloomington 2006
- Sufis and Saints’ Bodies: Mysticism, Corporeality, and Sacred Power in Islam. University of North Carolina, Chapel Hill 2007
- Homosexuality in Islam: Critical Reflection on Gay, Lesbian, and Transgender Muslims. Oneworld Publications, Muslims, Oxford 2010, ISBN 9781851687015
- Sufi Meditation and Contemplation: Timeless Wisdom from Mughal India, Omega Press, New Lebanon 2012
- Living Out Islam: Voices of Gay, Lesbian, and Transgender Muslims, New York University Press, 2014, ISBN 978-0814744482
- When Sun Meets Moon: Gender, Eros and Ecstasy in Urdu Poetry

## Auszeichnungen
- 2015: Stonewall Book Award für Living Out Islam: Voices of Gay, Lesbian, and Transgender Muslims